# Shevington
Shevington – wieś w Anglii, w hrabstwie ceremonialnym Wielki Manchester, w dystrykcie metropolitalnym Wigan. Leży 33 km na zachód od centrum miasta Manchester. W 2001 miejscowość liczyła 9786 mieszkańców.